# Giuliano Vassalli
Giuliano Vassalli (Perugia, 25 aprile 1915 – Roma, 21 ottobre 2009) è stato un partigiano, giurista e politico italiano, presidente della Corte costituzionale dall'11 novembre 1999 al 13 febbraio 2000.
Durante la resistenza romana, ideò e organizzò l'evasione di Sandro Pertini e Giuseppe Saragat dal carcere di Regina Coeli. Fu prigioniero in Via Tasso. La sua attività politica e di giurista è legata all'introduzione del Codice di procedura penale italiano del 1989, detto: "Codice Vassalli". Professore emerito all'Università di Roma "La Sapienza", è stato socio nazionale dell'Accademia dei Lincei per la classe delle scienze morali, categoria VI delle scienze giuridiche.

## Biografia

### Origini e formazione
Figlio del civilista Filippo, frequenta il liceo classico Ennio Quirino Visconti e compie gli studi universitari negli anni del fascismo (durante i quali lo troviamo iscritto ai GUF, partecipando anche ad un Littoriale della cultura e dell'arte). Si laurea in giurisprudenza all'Università di Roma nel 1936, relatore il penalista Arturo Rocco, coredattore con il più noto fratello, Alfredo, ministro della Giustizia, degli omonimi codice penale e codice di procedura penale. Quest'ultimo, nel 1989, sarà sostituito con quello redatto secondo i principi più democratici e moderni del suo allievo Vassalli.

### L'impegno nel PSI e nella Resistenza
Il 22-24 agosto 1943, Vassalli partecipò alla riunione in casa di Oreste Lizzadri, in Viale Parioli 44 a Roma, alla quale parteciparono Pietro Nenni, Sandro Pertini e Giuseppe Saragat per il "Partito Socialista Italiano - Sezione dell'IOS" costituitosi in esilio a Parigi nel 1930; Olindo Vernocchi, Oreste Lizzadri, Giuseppe Romita ed Emilio Canevari per il PSI ricostituito clandestinamente a Roma il 22 luglio 1942; Lelio Basso e Carlo Andreoni per il Movimento di Unità Proletaria, nato nel gennaio precedente a Milano e nell'Italia del Nord, i quali diedero vita al Partito Socialista Italiano di Unità Proletaria (PSIUP).
Così il futuro Ministro della Giustizia descrisse l'evento: «Il 25 agosto del 1943 in clandestinità il Partito socialista [costituì] il Psiup, Partito Socialista di Unità Proletaria, che raggruppava personalità influenti della sinistra italiana antifascista come Ignazio Silone, Lelio Basso, Giuseppe Saragat, Sandro Pertini, Giuseppe Romita, Carlo Andreoni. A diventare segretario del partito è il romagnolo Pietro Nenni. Anche i Monaco (Alfredo Monaco e sua moglie Marcella Ficca Monaco - N.d.E.) vi aderiscono».
Dopo l'8 settembre 1943, Vassalli entrò nella resistenza romana come esponente del PSIUP. Dall'ottobre 1943 alla fine di gennaio del 1944 fece parte della giunta militare centrale del CLN.
Il 24 gennaio 1944 organizzò l'azione di un gruppo di partigiani delle Brigate Matteotti che permise la fuga di Sandro Pertini e Giuseppe Saragat, assieme ad altri cinque patrioti socialisti, dal carcere di Regina Coeli. L'azione, dai connotati rocamboleschi, fu ideata e diretta da Vassalli con l'aiuto di diversi partigiani, tra cui Massimo Severo Giannini, Giuseppe Gracceva, Filippo Lupis, Ugo Gala, Alfredo Monaco, medico del carcere, e sua moglie Marcella Ficca Monaco. Si riuscì così prima a far passare Saragat e Pertini dal "braccio" tedesco del carcere a quello italiano e quindi a produrre degli ordini di scarcerazione falsi, redatti dallo stesso Vassalli. I due leader del PSIUP furono dunque scarcerati insieme agli altri esponenti socialisti Luigi Andreoni, Luigi Allori, Carlo Bracco, Ulisse Ducci, Torquato Lunedei. Pertini stesso narrò in seguito questi fatti nelle sue memorie e in un'intervista concessa ad Oriana Fallaci nel 1973. Quest'audace azione partigiana salvò probabilmente la vita dei due futuri Presidenti della Repubblica che, se ancora incarcerati a Regina Coeli, sarebbero stati sicuramente inseriti nell'elenco dei detenuti politici da fucilare alle Fosse Ardeatine.
Vassalli fu poi fatto prigioniero a Roma dai nazisti il 3 aprile 1944. Venne recluso nel carcere nazista di via Tasso (oggi sede del Museo storico della Liberazione) dove fu anche sottoposto a pesanti torture da parte delle SS ma non rivelò neppure un nome.  Come cittadina statunitense ci fu anche un arresto eccellente: Virginia Agnelli confinata presso il convento  di San Gregorio al Celio che subito si attivò a favore di Vassalli. Grazie alle sue altolocate conoscenze, data l'importanza della sua famiglia, riuscì ad attivare l'intervento favorevole (il vento stava cambiando: stava giungendo la capitolazione) del generale S.S. (e comandante supremo per l'Italia) Karl Wolff. Contravvenendo  le follie della non-resa dell'ultimo periodo di Adolf Hitler, Wolff ebbe intenzione di contattare le potenze vincitrici richiedendo la mediazione pontificia. Per questo intervenne il salvatoriano padre Pancrazio Pfeiffer. L'incontro col pontefice avvenne il 10 maggio 1944. Durante il percorso agli appartamenti papali, Pfeiffer richiese la liberazione di Vassalli "su desiderio di Pio XII". Un legame esisteva: Francesco Pacelli fratello del papa e Filippo Vassalli (padre di Giuliano) avevano collaborato alla preparazione dei patti lateranensi, superando le precedenti venti tormentate versioni preparatorie. Wolff accetto di intervenire ben sapendo che Karl Hass, 6º reparto SS, era riuscito prima a salvare Vassalli con la scusa di avere ancora degli interrogatori. 
Alla fine giunse l'ordine  di scarcerazione per la pressione papale, mentre nella sua cella arrivò Herbert Kappler, zelante funzionario della "macchina" mortale nazista, proprio alla vigilia dell'arrivo a Roma delle forze armate angloamericane il 4 giugno 1944 che in cella disse chiaramente a Vassalli "deve ringraziare il Papa se non viene messo al muro, come avrebbe meritato, non è forse vero?" Aggiungendo: " che io non possa rivederla mai più ". Il fatto fu testimoniato da padre Pancrazio Pfeiffer che ascoltò queste parole.

### Carriera accademica e forense
Avvocato e docente universitario, ordinario di diritto e procedura penale, insegna nelle università di Urbino, Pavia, Padova, Genova, Napoli e Roma dove concluderà la sua carriera accademica nel 1990. Fra i suoi allievi, Tina Lagostena Bassi, Angelo Raffaele Latagliata e Franco Coppi. È autore di una copiosa produzione giuridica in materia penalistica e processuale.
Tra i suoi successi forensi, spicca l'assoluzione, in primo grado, dei coniugi Claire Ghobrial e Yussef Bebawi, accusati dell'omicidio di Farouk Chourbagi, amante dell'imputata. Vassalli, insieme al collega Giuseppe Sotgiu, ideò la strategia difensiva che non permise ai giudici di stabilire con certezza quale dei due imputati avesse commesso il delitto, o se entrambi avessero agito di comune accordo, ottenendo per essi l'assoluzione per insufficienza di prove.
Ha contribuito a fondare, nel 1968, l'Unione Forense per la Tutela dei Diritti Umani.

### Carriera politica nel secondo dopoguerra
Dopo la Liberazione è stato, assieme a Massimo Severo Giannini, tra i collaboratori più stretti di Pietro Nenni.
È stato consigliere comunale di Roma e capogruppo del Partito Socialista Italiano (PSI) al Consiglio comunale dal 1962 al 1966; deputato (eletto nella lista PSI-PSDI) dal 1968 al 1972; senatore e capogruppo parlamentare del PSI dal 1983 al 1987. Fa parte di tutte le commissioni insediate dal 1946 al 1968 e dal 1972 al 1978 per la revisione del codice penale e di quello di procedura penale. Da presidente della Commissione giustizia del Senato propizia l'introduzione dei limiti massimi di custodia cautelare per i detenuti in attesa di giudizio.
Durante l'elezione del Presidente della Repubblica del 1978 il suo nome è stato proposto dal segretario del PSI Bettino Craxi alla presidenza della Repubblica, insieme a quello di Antonio Giolitti e Sandro Pertini, ma alla fine venne eletto quest'ultimo.
È stato ministro di grazia e giustizia dal 29 luglio 1987 al 2 febbraio 1991 nei governi Goria, De Mita e Andreotti VI. Durante il suo mandato presenta il disegno di legge delega per la riforma del codice di procedura penale che segue i precedenti progetti rimasti al palo a causa dello scioglimento anticipato della legislatura o di difficoltà di ordine politico. Il modello fondamentale su cui dovrà informarsi il nuovo codice è quello "accusatorio", contrapposto a quello "inquisitorio" di gran parte del codice Rocco. Il processo si risolve in un “actus trium personarum”, nel quale è il pubblico ministero che indaga ed esercita l’azione penale, l’imputato che si difende ed il giudice che decide, in base a prove selezionate dalle parti ed acquisite in contraddittorio. È ribadita, inoltre, la presunzione di non colpevolezza già contenuto nella Costituzione. Inoltre non è prevista la custodia cautelare dell'imputato, durante il processo, se non in casi eccezionali per la necessità di non disperdere la prova. Il nuovo codice, redatto da una commissione presieduta da Giandomenico Pisapia, è approvato nel 1988 ed entra in vigore nel 1989 (codice che tuttavia sarà sottoposto nel tempo a pesanti modificazioni). Sempre nel 1987 presenta un disegno di legge di riforma parziale del codice di procedura civile, che sarà approvato, con numerose integrazioni, nel 1990.
Nello stesso anno insedia una commissione di docenti universitari, presieduta da Antonio Pagliaro, con il mandato di mettere a punto un disegno di legge delega di riforma del codice penale (la commissione terminerà i suoi lavori presentando una proposta, alla quale seguiranno ulteriori progetti redatti da successive commissioni). Nominato giudice costituzionale dal Presidente della Repubblica Francesco Cossiga il 4 febbraio 1991, giura il 13 febbraio successivo. Fu insignito dell'Ordine della Minerva dall'Università degli Studi "Gabriele d'Annunzio".

### Gli ultimi anni e la morte
Durante l'elezione del Presidente della Repubblica del 1992 è stato il candidato di bandiera del PSI nei primi tre scrutini, mentre all'undicesimo scrutinio la sua candidatura viene riproposta come quella ufficiale del suo partito e al 14º scrutinio ottiene l'appoggio della DC e degli altri partiti laici ed avrebbe i numeri per essere eletto ma resta al di sotto del quorum di 158 voti. Dopo di ciò ritira la sua candidatura.
L'11 novembre 1999 viene eletto presidente della Corte costituzionale, risultando il più anziano al momento dell'elezione fino a quello di Giuliano Amato il 29 gennaio 2022 e cessando il mandato da presidente e giudice il 13 febbraio 2000.
Il 24 gennaio 2002 l'Università di Bologna gli conferisce la laurea honoris causa in giurisprudenza. Muore il 21 ottobre 2009, all'età di 94 anni, ma la notizia è stata diffusa due giorni dopo ad esequie avvenute.

## Opere principali
Giuliano Vassalli è stato autore di oltre 200 pubblicazioni, in diversi settori: diritto penale, procedura penale, criminologia. Un elenco certamente non esaustivo comprende i seguenti titoli:
- La confisca dei beni: storia recente e profili dommatici, Padova, Cedam, 1951;
- La libertà personale nel sistema delle libertà costituzionali, in AA. VV., Scritti giuridici in memoria di Piero Calamandrei, II, Padova, Cedam, 1958;
- Gian Domenico Pisapia, Il segreto istruttorio nel processo penale, Milano, Giuffré, 1960;
- Dizionario di diritto e procedura penale, Milano, Giuffre, 1986;
- La giustizia internazionale penale: studi, Milano, Giuffrè, 1995;
- La legge penale e la sua interpretazione, il reato e la responsabilità penale, le pene e le misure di sicurezza, Milano, A. Giuffrè, 1997;
- Il Codice penale e la sua riforma; criminologia, politica criminale e legislazione straniera; giuristi del passato, Milano, Giuffrè, 1997;
- Formula di Radbruch e diritto penale: note sulla punizione dei delitti di Stato nella Germania postnazista e nella Germania postcomunista, Milano, Giuffrè, 2001.